# Округ Дегендорф
Округ Дегендорф је округ на југоистоку немачке државе Баварска. 
Површина округа је 861,13 км². Крајем 2007. имао је 117.594 становника. Има 26 насеља, од којих је седиште управе у Дегендорфу. 
Кроз округ протиче река Дунав правцем исток-запад. Са њене северне стране стрмо се уздижу падине Баварске шуме, док је јужно сеоско подручје. Са југа се у Дунав улива река Изар. 